# Rothia lutescens
Rothia lutescens là một loài bướm đêm trong họ Noctuidae.